# Jan Nepomucen Bobrowicz
Jan Nepomucen Bobrowicz (ur. 12 maja 1805 w Krakowie, zm. 2 listopada 1881 w Dreźnie) – polski kompozytor i wirtuoz muzyki gitarowej, księgarz i wydawca, nazywany Chopinem gitary.

## Pochodzenie i początki kariery
Pochodził ze szlacheckiego domu wywodzącego się z Litwy. Jako że rodzice interesowali się muzyką, naturalne było, iż ich syn kształcił się w tym kierunku. Wkrótce wszedł w skład członków Towarzystwa Przyjaciół Muzyki, a od 1829 roku brał udział w koncertach w miastach polskich i europejskich. 
Ponadto podjął pracę w kancelarii Senatu Wolnego Miasta Krakowa, następnie przez kilka miesięcy, do połowy 1729 r. był aplikantem w dyrekcji policji
Wziął udział w powstaniu listopadowym. . Za udział w powstaniu otrzymał srebrny krzyż Virtuti Militari.
Po upadku powstania wraz z innymi żołnierzami udał się na emigrację. Celem tułaczy była Francja, natomiast przypadkiem Bobrowicz musiał zakończyć podróż w Saksonii.
Początkowo brał udział w koncertach abonamentowych Gewandhausu. Po koncercie Klary Wieck sława Bobrowicza sięgnęła szczytów.

## Twórczość kompozytorska
Bobrowicz skomponował i wydał około 40 utworów – taką liczbę wymienia większość słowników i encyklopedii. Większość jego kompozycji to wariacje oraz samodzielne lub zawarte w wariacjach utwory taneczne: polonezy, walce, mazurki, marsze oraz siciliana.
Bobrowicz często łączył kilka wariacji w nadrzędne całości, w oryginalny sposób aranżował grę z rytmem i metrum. W nowatorski sposób rozwinął brzmienie gitary klasycznej, które dopiero w II połowie XX wieku przekroczyło granice wytyczone przez polskiego muzyka.
Do najwybitniejszych dzieł koncertowych należą: Rondo op. 17 a także wiązanka na tematy z opery Zampa Ferdinanda Hérolda (op. 21), które zachwycają swoim rozmachem artystycznym, objętością i oryginalnymi aranżacjami orkiestrowymi.
Wybitnym dziełem jest również poemat taneczny Wielki polonez A-dur op. 24, który jest uważany za jedno z najwybitniejszych dzieł muzyki gitarowej XIX wieku.

## Współpraca z firmą Wydawniczą Breitkopf und Härtel
Los skierował Bobrowicza do lipskiego kupca Gotzwärga, teścia właściciela firmy Breitkopf und Härtel (wydawnictwo założone w 1719 r., funkcjonuje do dziś). Firma specjalizowała się w branży muzycznej, tak więc w 1833 roku Bobrowicz rozpoczął współpracę z lipskim wydawnictwem. Miał być odpowiedzialny za druk większości książek w języku polskim. Podejmując się prac korektorskich dla tej instytucji, nie przypuszczał, że zostanie wkrótce redaktorem dużych serii wydawniczych.
W 1834 roku firma wydała „Bibliotekę Kieszonkową Klasyków Polskich”. Redaktorem serii został właśnie Bobrowicz.
Przedsięwzięciem, które przyniosło rozgłos polskiemu redaktorowi, było przygotowanie dziesięciotomowej edycji „Herbarza Polskiego” Kaspra Niesieckiego. Edycja ukazała się w latach 1839–1846 nakładem firmy B&H.

## Librairie Étrangère
Dwa tygodnie po otrzymaniu obywatelstwa, tj. w 1848 roku, Bobrowicz został prawnym właścicielem Librairie Étrangère, księgarni i wydawnictwa. Było to przedsiębiorstwo sortymentowo-nakładowe, zapewniające zbyt książek wydanych własnym nakładem, jak też objętych sprzedażą komisową.
Książki Księgarni Zagranicznej nie były treściowo związane z emigracją i stanowiły wydawnictwa dla przeciętnego odbiorcy. Cechowała je duża staranność, czasem zbytkowna szata graficzna i nietypowy krój czcionek. Wiele tytułów miało dwa wydania: zwykłe i luksusowe (oprawy z płótna angielskiego, safianu, skóry z wyciskami; więcej ilustracji). Wśród druków dominowały książki beletrystyczne i dzieła historyczne.
Konkurencja była ogromna, pojawiły się kłopoty ze zbytem wydawnictw. Były spowodowane nie tylko brakiem zdolności handlowych księgarza, jak i wygórowanymi żądaniami osób dysponujących książkami. Pomimo słusznych zasad jakimi kierował się w księgarstwie Bobrowicz, nie potrafił egzekwować należnych mu kwot. Lista jego dłużników była długa, a wysyłane monity nie skutkowały.
W 1859 roku Jan Nepomucen Bobrowicz ogłosił bankructwo. Pozostałe nakłady po upadku Księgarni Zagranicznej wykupił Zygmunt Gerstmann. Wiadomo, że w Brukseli sprzedawał książki Bobrowicza jako własne publikacje.

## Schyłek życia
W roku upadku Księgarni udał się wraz z rodziną do Drezna, gdzie głównym zajęciem pozostawała działalność księgarska.
Bobrowicz zmarł 2 listopada 1881 roku. Został pochowany w Dreźnie na Nowym Cmentarzu Katolickim, a jego nagrobek przetrwał do 1925 roku. Później miejsce to zostało opłacone przez inną rodzinę.

## Dzieła muzyczne
- Wariacje na temat melodii ukraińskiej op. 7
- Rondo “Brilliant et facile” op. 17
- Wstęp i wariacje na temat polskiej pieśni Ja ciebie nie zapomnę op. 20
- Introdukcja, Wariacje i Polonez na temat tyrolski op. 13
- Marsze A-dur nr 1, 2 i 3, op. 25
- Polonez A-dur op. 11
- Wielki Polonez A-dur op. 24
- Wiązanka na tematy z opery Zampa Ferdinanda Hérolda
- Walc D-dur nr 1 op. 11
- Walc A-dur nr 2 op. 11
- Walc D-dur nr 3 op. 11
- Walc A-dur nr 4 op. 11
- Walc D-dur nr 5 op. 11
- Walc D-dur nr 6 op. 11
- Wariacje A-dur na temat „Là ci darem la mano” z opery „Don Giovanni” Wolfganga Amadeusza Mozarta op. 6
- Wariacje i Polonez na temat duetu z opery „Capuleti i Montecchi” Vincenza Belliniego op. 30
- Wariacje na temat arii „Oh! cara memoria” Michele’a Carafy op. 28
- Wariacje na temat kawatyny z opery „Zelmira” Gioacchina Rossiniego op. 16
- Wariacje na temat ulubionego walca op. 18

## Podsumowanie i spis najważniejszych publikacji
Bobrowicz wydał 400 tomów dzieł polskich, z czego połowę we własnej firmie.
- „Biblioteka Kieszonkowa Klasyków Polskich” – Breitkopf und Härtel, 1834 r., III ostatnie tomy wydał we własnej firmie w 1853 roku.
- „Herbarz Polski” Kaspra Niesieckiego – Breitkopf und Härtel, 1839-1846.
- „Biblioteka Powieści Historycznych” – Librairie Étrangère, 1844-1856.
- „Biblioteka Malownicza Najzabawniejszych Powieści dla Dzieci” – Librairie Étrangère, 1846.